# Terenten
Terenten (wł. Terento) – miejscowość i gmina we Włoszech, w regionie Trydent-Górna Adyga, w prowincji Bolzano (Tyrol Południowy).
Liczba mieszkańców gminy wynosiła 1711 (dane z roku 2009). Język niemiecki jest językiem ojczystym dla 99,41%, włoski dla 0,53%, a ladyński dla 0,07% mieszkańców (2001).